# Круліковський Леонід Костянтинович
Леонід Костянтинович Круліковський (1864, Сарапул — 1920, Київ) — російський ентомолог, лепідоптеролог, у 1918—1920 роках — співробітник зоологічного музею ВУАН.

## Батько
Леонід Круліковський народився у В'ятській губернії в родині лікаря і земського діяча польського шляхетного походження Костянтина Тадейовича Круліковського (1820—1888). Батько навчався у Люблінській гімназії, далі на медичному факультеті Харківського університету (1842—1847). Приїхав до Сарапулу 1847 року. Костянтин просив земське зібрання розширити лікарню, організувати навчання фельдшерів, домігся безкоштовного лікування бідних хворих. У 1878—1882 роках Круліковський був обраний головою земської управи.

## Біографія
Навчався у Сарапульському реальному училищі, пізніше — у Другій казанській гімназії. У 1884 році Леонід поступив до природничого відділення фізико-математичного факультету Казанського університету, який закінчив 1888 року. Працював у Зоологічному музеї Академії наук, але після смерті батька у тому ж році мав полишити наукову роботу і перейти на службу до акцизного відомства В'ятської губернії. З 1889 до 1908 року працював у Малмижі, Уржумі. У 1908—1915 роках працював у Сарапулі. У 1915—1916 роках викладав у Боткінській приватній гімназії.
З 1916 року на запрошення Лева Шелюжка переїхав до Києва. У 1919-1920 роках був співробітником Комітету вивчення фауни УАН і працював у Зоологічному музеї УАН.
У 1920 році захворів тифом і помер в одному з київських шпиталів.

## Родина
Дружина — Лідія Аркадіївна. Син — Микола.

## Наукова діяльність
Весь вільний час присвячував зоології. Зібрав багаті колекції метеликів, жуків і молюсків В'ятської губернії. З 1888 року був обраний членом Російського ентомологічного товариства. Був почесним членом Уральського товариства природознавства, членом Вятської вченої архівної комісії. Організатор Товариства вивчення Прикамського краю. Виступив у 1909 одним з активних засновників Сарапульського земського музею, куди віддав найяскравішу частину власної колекції, близько 18 тисяч екземплярів метеликів. Також подарував музею більше 300 книг, колекцію люльок та мундштуків.
Автор близько 120 наукових робіт.

## Описані комахи
- Gelechia jakovlevi Krulikovsky, 1905
- Nycteola asiatica (Krulikovsky, 1904)
- Limenitis populi fruhstorferi Krulikowsky, 1909
- Parnassius apollo democratus Krulikowsky, 1906

## Наукові праці
Автор більш як 120 наукових робіт із різних розділів зоології.
- 1888: К сведению о фауне чешуекрылых Вятской губернии. — Записки Уральск. общ. любит. естеств., 11: 203—246.
- 1890: Опыт каталога чешуекрылых Казанской губернии. — Бюлл. МОИП, № 2, — 52 с. (отд. оттиск).
- 1891: Опыт каталога чешуекрылых Казанской губернии 1. Rhopalocera. — Бюлл. МОИП, (4): 200—251.
- 1891: К сведению о фауне чешуекрылых Вятской губернии. — Записки Уральск. общ. любит. естеств., 12: 65-76, 79-81.
- 1897: Заметка о фауне Macrolepidoptera окрестностей города Уфы. — Мат. к познанию фауны и флоры Рос. Имп.- Отд. Зоол., вып. 3: 313—328.
- 1897: Заметка о чешуекрылых окрестностей города Саратова. — Тр. Саратовского общества естествоиспытателей и любителей естествознания. 1: 35-39.
- Круликовский, Л. К. (1901). Мелкие лепидоптерологические заметки I, II. Русское энтомологическое обозрение. СПб. I: 173, 234. Архів оригіналу за 22 липня 2016.
- 1901: Материалы для познания фауны чешуекрылых России. II. К сведениям о чешуекрылых окрестностей г. Ярославля. — Мат-лы к познанию флоры и фауны Российской Империи. Отдел зоол. Вып. 5: 34-37.
- Круликовский Л. К. Зоологические заметки. II. К сведениям о фауне гадов Вятской губернии // Зап. Урал. о-ва любителей естествознания. 1901. Т. 22. С. 119—122.
- 1902: К фауне чешуекрылых Ярославской губернии. — Тр. Русск. энтомол. общ-ва. Т. 35: 535—560.
- Круликовский, Л. К. (1901). Мелкие лепидоптерологические заметки I, II. Русское энтомологическое обозрение. СПб. I: 173, 234. Архів оригіналу за 22 липня 2016.
- Круликовский, Л. К. (1902). Заметка о сборе чешуекрылых летом 1901 года в Уржумском уезде Вятской губернии. Русское энтомологическое обозрение. СПб. II: 23. Архів оригіналу за 22 липня 2016.
- Круликовский, Л. К. (1902). Мелкие лепидоптерологические заметки III, IV, V. Русское энтомологическое обозрение. СПб. II: 73, 221, 341. Архів оригіналу за 22 липня 2016.
- Круликовский, Л. К. (1903). К сведению о чешуекрылых Западной Сибири и Семиречья. Русское энтомологическое обозрение. СПб. III: 300—303. Архів оригіналу за 2 липня 2016.
- Круликовский, Л. К. (1903). Мелкие лепидоптерологические заметки VI, VII. Русское энтомологическое обозрение. СПб. III: 30, 177. Архів оригіналу за 2 липня 2016.
- Круликовский, Л. К. (1903). Заметка о сборе чешуекрылых летом 1902 года в Уржумском уезде Вятской губернии. Русское энтомологическое обозрение. СПб. III: 110. Архів оригіналу за 2 липня 2016.
- Круликовский, Л. К. (1903). Ещё о распространении Cicadetta montana Scop. (Hemiptera-Homoptera, Cicadidae) в Европейской России. Русское энтомологическое обозрение. СПб. III: 404. Архів оригіналу за 2 липня 2016.
- 1904: Материалы для познания фауны чешуекрылых России. 10. Некоторые малоизвестные чешуекрылые. — Материалы к познанию фауны и флоры Рос. Империи. Отд-ние зоол. 6: 245—246, табл. 2.
- 1904: Новые данные о чешуекрылых Уфимской губернии. — Мат. к познанию фауны и флоры Российской Имп. М., 4: 18-21.
- 1904: Материалы для познания фауны чешуекрылых России. VII. Список микрочешуекрылых, известных до сих пор из пределов Вятской губернии. — В кн. Материалы к познанию фауны и флоры Российской империи. СПб., вып. 6: 226—237.
- 1907: Мелкие лепидоптерологические заметки. Сообщение IX (Ярославская губерния). — Русск. энтомол. обозр., 7(1): 27-34.
- 1907: Чешуекрылые Вятской губернии. — Москва, 205 с.
- 1909: Чешуекрылые Вятской губ. Материалы к познанию фауны и флоры Российской Империи, отд. зоол., IX: 1-250.
- 1909: Новые данные о чешуекрылых Вятской губернии. — Русск. энтомол. обозр., 9: 292—323.
- 1909: К сведениям о фауне чешуекрылых Вологодской губернии. — Рус. энтомол. обозр.,9(1-2): 65-79.
- 1910: К сведению о чешуекрылых Уфимской губернии. — Русское энтомол. обозрение, 10(3): 220—222.
- 1911: Материалы к познанию фауны чешуекрылых Центральной Азии. — Записки Уральск. общ. любит. естеств., 31(1): 95-126.
- Круликовский Л. К. Списки фауны животных Среднего Прикамья // Изв. Сарапул. земск. музея. 1914. № 4. С. 99 — 106.
- 1916: Заметки о чешуекрылых Восточной Сибири. — Русск. энт. обозр., 15, 4: 613—617.
- Круліковський Л. До фавни лускокрильців України. Збірник праць Зоологічного музею. — 1926. — № 1: 65-94. (Труди Фіз.-мат. від. УАН; том 4, вип. 2).